# Glamaig
Der Glamaig ist ein als Corbett und Marilyn eingestuftes, bis zu 775 m (2.543 ft) hohes Bergmassiv in Schottland. Sein Name ist auf das gälische Glàmag oder Glàmach zurückzuführen, was in etwa mit Gierige Frau bzw. Gieriger Mann übersetzt werden kann. Er liegt in der Council Area Highland in den Cuillin Hills auf der Isle of Skye. Der Glamaig ist der höchste Berg der Red Cuillin, des östlichen Teils der Cuillin Hills, sein höchster Punkt ist der Sgùrr Mhairi.

## Beschreibung
Geologisch bestehen die Red Cuillin, anders als die überwiegend aus Gabbro und Basalt aufgebauten Black Cuillin, aus Granit, der teils leicht rötlich erscheint und für diesen Teil der Cuillin Hills namensgebend ist. Seine Verwitterung ist, nicht zuletzt durch die letzten Eiszeiten, deutlich mehr fortgeschritten als bei den Black Cuillin, die Berge der Red Cuillin weisen daher deutlich rundere Formen auf. Auch der Glamaig besteht überwiegend aus Granit und erstreckt sich als länglicher Bergrücken oberhalb der kleinen Ortschaft Sconser am Südufer von Loch Sligachan, einer tief eingeschnittenen Meeresbucht am Ostufer von Skye. Der Sgùrr Mhairi liegt am westlichen Ende des Bergrückens, mit dem 673 m (2.208 ft) hohen An Coileach liegt ein zweiter Gipfel am Ostende des Grats. Der Glamaig fällt nach fast allen Seiten mit steilen gerölligen Flanken ab. Vor allem von Westen wirkt er daher wie ein nahezu perfekter Geröllkegel und zählt zu den beliebtesten Fotomotiven auf Skye. Lediglich im Südosten ist der Glamaig über den Bealach na Sgàirde auf 415 m Höhe mit dem südlich benachbarten, 731 m (2.398 ft) hohen Beinn Dearg Mhòr und den weiteren Granitkegeln der Red Cuillin verbunden.

## Geschichte
Die erste bekannte Besteigung des Glamaig führte 1816 ein Vermessungstrupp des Ordnance Survey durch. Im Sommer 1899 kletterte der bekannte Bergsteiger Norman Collie zusammen mit  Charles Granville Bruce, einem Offizier der Gurkha Rifles und ebenfalls bekannten Bergsteiger in den Black Cuillin, in denen er diverse Gipfel erstbestiegen hatte. In Begleitung von General Bruce war Harkabir Tharpa, ein Gurkha-Soldat, den er aus Indien mitgebracht hatte.  Tharpa lief vom Sligachan Hotel aus zweimal auf den Glamaig, beide Male barfuß. Beim ersten Mal benötigte er für die gut vier Meilen lange Strecke auf den Glamaig und zurück 75 Minuten. Der damalige Chief des Clan MacLeod of MacLeod zog die Zeit in Zweifel, die ihm seine Wildhüter berichtet hatten. Auf Bitte von Bruce lief Tharpa daraufhin die Strecke erneut und verbesserte seine Zeit um 20 Minuten auf 55 Minuten, eine Zeit, die erst in den 1980er Jahren unterboten werden konnte. Bergauf benötigte er 37 Minuten, zurück nach Sligachan 18 Minuten.

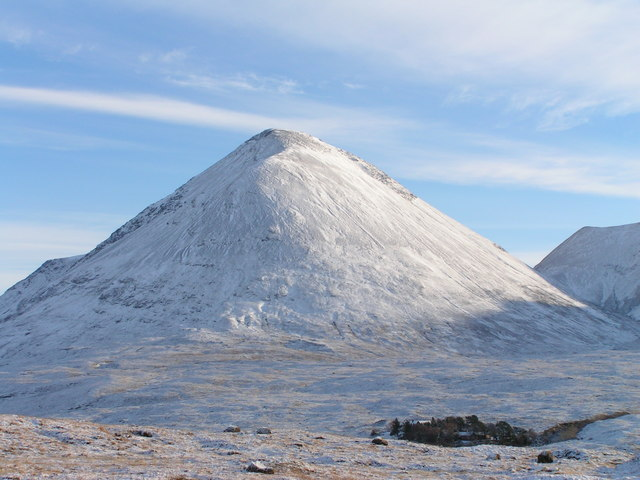
Der Glamaig im Winter
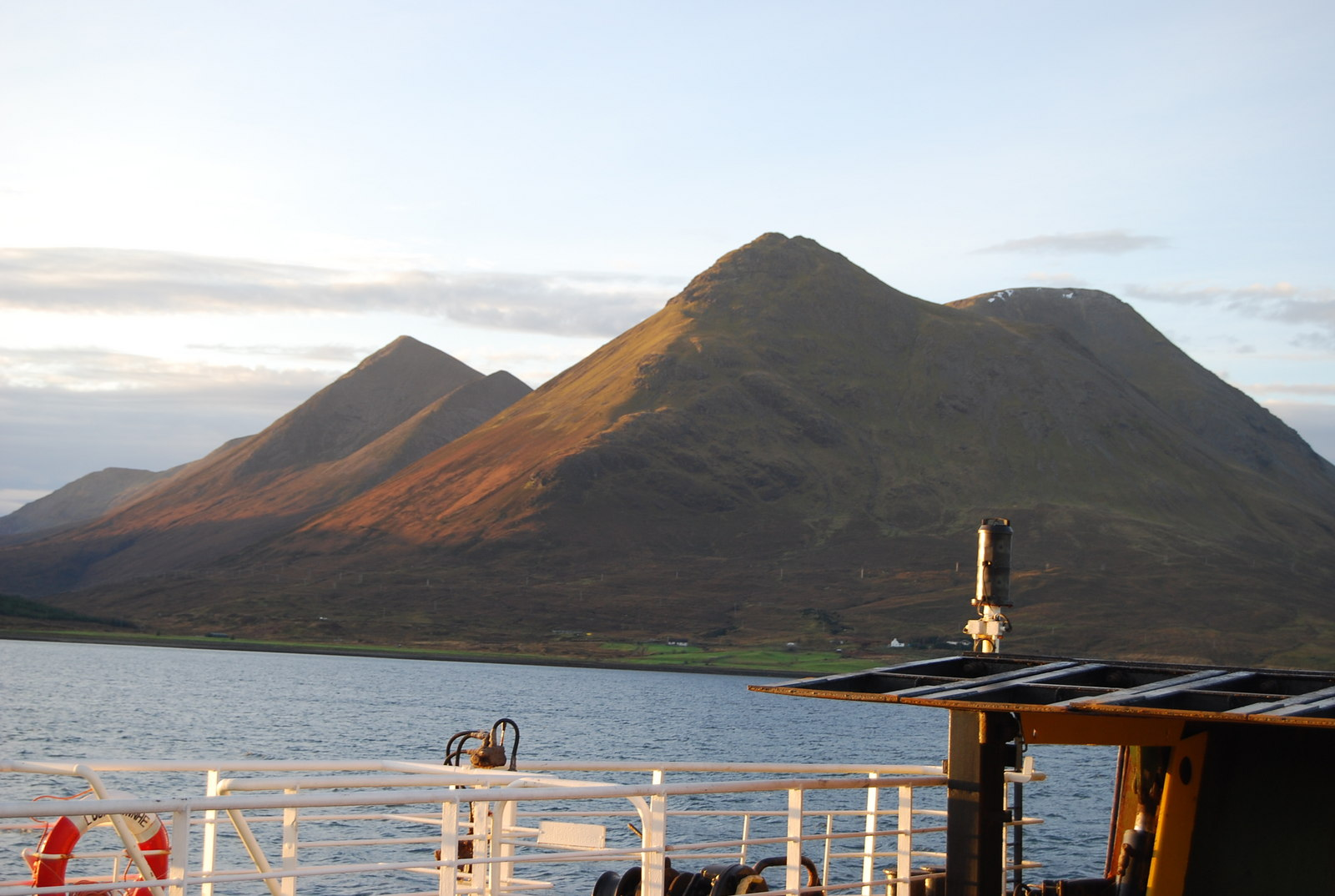
Blick von der Fähre nach Raasay auf den Glamaig von Nordosten
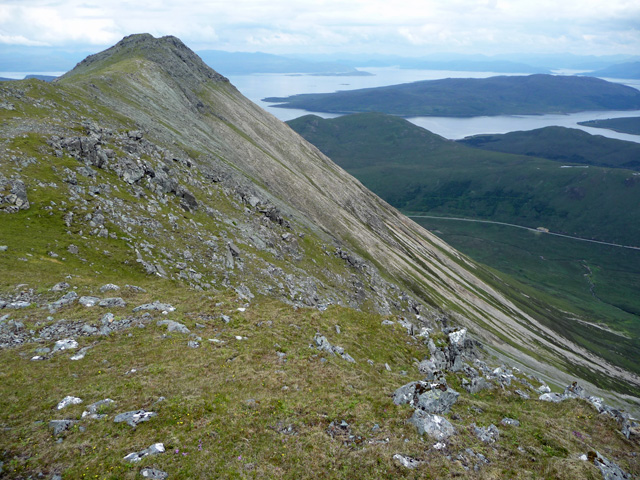
Auf dem Gipfelgrat des Glamaig, Blick nach Nordosten
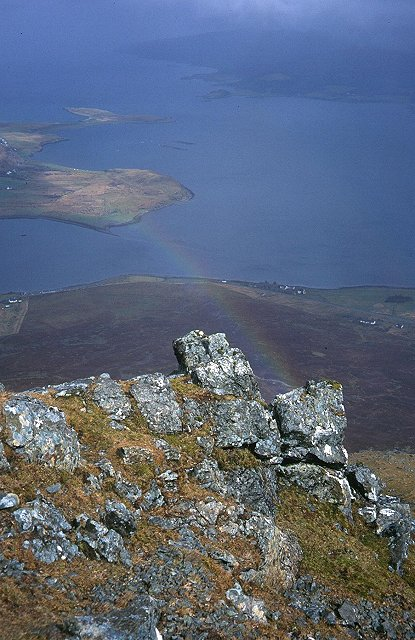
Blick vom An Coileach am Ostende des Glamaig auf Loch Sligachan und zur Insel Raasay

## Besteigung
Eine Besteigung des Glamaig ist sowohl vom Sligachan Hotel nordwestlich des Berges als auch von Sconser im Osten möglich, beide Ausgangspunkte liegen an der A87. Der direkte Anstieg von Sligachan ist aufgrund seiner Steilheit und des Gerölls deutlich anstrengender. Der östliche Anstieg startet an einer Abzweigung der A87 südlich von Sconser und führt über die Ostflanke des Bergs auf den An Coileach und dann über den breiten Gipfelgrat bis zum Sgùrr Mhairi. Der Sgùrr Mhairi als höchster Punkt des Glamaig bietet in fast alle Himmelsrichtungen weite Aussichten, auf die Black Cuillin im Südwesten, auf die Skye vorgelagerten Inseln Raasay und Scalpay im Nordosten und Osten, im Südosten reicht der Blick bei gutem Wetter über den Sound of Sleat und Knoydart bis zum Ben Nevis.

## Berglauf
Bekannt ist der Glamaig für den jährlich stattfindenden Berglauf, der seit 1988 durchgeführt wird. Die Strecke vom Sligachan Hotel zum Gipfel des Glamaig und zurück ist rund 7 Kilometer lang, wobei 760 Höhenmeter im Auf- und Abstieg zu überwinden sind. Das David Shepherd Memorial Glamaig Hill Race zählt zu den anspruchsvollsten Bergläufen in Schottland. Benannt ist das Rennen nach David Shepherd, der in den 1980er Jahren die Idee zu diesem Lauf in Erinnerung an die damalige Leistung von Harkabir Tharpa hatte, jedoch tödlich verunglückte, bevor er seine Idee realisieren konnte. 1995, 1999 und 2014 nahmen Soldaten der Gurkha-Brigade der British Army in Erinnerung an Harkabir Tharpa am Glamaig Hill Race teil, wobei sie 1995 das schnellste Team waren und Dillikumar Rai den Lauf gewinnen konnte. Die aktuellen Rekordzeiten halten seit 2018 bei den Männern Finlay Wild mit 44 Minuten und 22 Sekunden und bei den Frauen Jill Stephen mit 56 Minuten und 9 Sekunden.